# III. Igre malih europskih država – Cipar 1989.
III. Igre malih europskih država održane su od 17. do 20. svibnja 1989. na Cipru. Svečanost otvaranja Igara upriličila se na Stadionu Makario, dok su športska natjecanja održana u Lefkotheo Areni. Na Igrama je nastupilo 675 natjecatelja iz 8 zemalja u 8 disciplina.

## Tablica odličja
Osvajači odličja na Igrama.
      zemlja domaćin (Cipar)